# Żukowice (Neder-Silezië)
Żukowice (Duits: Herrndorf) is een dorp in het Poolse woiwodschap Neder-Silezië, in het district Głogowski. De plaats maakt deel uit van de gemeente Żukowice.